# Zingiber kunstleri
Zingiber kunstleri är en enhjärtbladig växtart som beskrevs av George King och Henry Nicholas Ridley. Zingiber kunstleri ingår i släktet Zingiber och familjen Zingiberaceae. Inga underarter finns listade i Catalogue of Life.